# John Berney
Pour les articles homonymes, voir Berney.
Jean-Marc-Eugène Berney, dit John Berney, né le 23 avril 1820 à Rolle et mort le 26 mai 1917 à Lausanne, est un avocat et une personnalité politique suisse.

## Biographie
De confession protestante, originaire de Saubraz et de L'Abbaye, John Berney est le fils d'Abraham Berney. Il épouse Louise-Alexandrine Richardson. Après des études de droit à l'Académie de Lausanne, à l'université de Heidelberg et à l'université de Tübingen, il exerce comme avocat dès 1845.
John Berney est l'un des fondateurs de la Société vaudoise de secours mutuels. Pour ses qualités de juriste et comme il a rédigé en bonne partie la loi d'introduction du Code civil fédéral, il est nommé professeur honoraire de l'université de Lausanne en 1902. Franc-maçon, il est membre de la loge Espérance et Cordialité, appartenant à la Grande Loge suisse Alpina.

### Carrière politique
Jules Brun appartient à l'aile gauche du Parti radical-démocratique. Il est député au Grand Conseil vaudois dès 1855, puis Conseiller d'État dès le 30 janvier 1862 ; il y dirige le département des travaux publics jusqu'en 1869, celui des finances de 1869 à 1874, celui de justice et police de 1874 à 1883 et celui de l'instruction publique et des cultes de 1883 à 1885. Il est en parallèle Conseiller national du 7 décembre 1863 au 2 décembre 1866,,.